# Desperado City
Desperado City ist ein deutscher Spielfilm aus dem Jahre 1981. Der Film ist das Regiedebüt des Schauspielers Vadim Glowna.

## Handlung
Der Film spielt in Hamburg. Skoda ist ein ehemaliger Student aus reichem Hause. Sein Vater ist Bankier. Skoda ist auf der Suche nach einem alternativen Leben, weg von dem kapitalistischen Überfluss seines Elternhauses. Er kommt bei Eva Buchholz unter, mit der er eine Liebesgeschichte beginnt und sich ein Taxi teilt. Mit diesem Taxi fährt er auf St. Pauli. Skoda lernt hier das Mädchen Liane kennen, die ähnlich ihr Leben satt hat wie er. Sie hat gerade ihre Friseurinnenausbildung gekündigt. Die beiden verbringen nun die Tage miteinander und träumen vom Auswandern nach Amerika. Langsam beginnen die beiden Außenseiter eine Liebesbeziehung. Eva entdeckt dies und nimmt sich aus Furcht vor erneuter Einsamkeit, die sie nicht mehr ertragen will, das Leben. Auch die Stripperin Hilke stirbt. Sie wird von Zuhältern ermordet. In dieser Welt von Schmutz und Tod sucht Skoda nun eine Entscheidung für sein eigenes Leben. Er überfällt die Bank seines Vaters und wird dabei von einem Wachmann erschossen.

## Hintergrund
Die Dreharbeiten zu dem Film fanden vom 27. Mai bis zum 4. Juli 1980 in Hamburg statt. Die Uraufführung des Films war am 23. April 1981 in München.

## Kritiken
- Lexikon des internationalen Films: Eine pessimistische Geschichte über soziale Abhängigkeit und vergebliche Lebensträume. Episodisch erzählt, teilweise mit dramaturgischen Mängeln, jedoch weitgehend treffsicher, mitfühlend in der Figurenzeichnung und streckenweise atmosphärisch sehr dicht.[1]

- Fischer Film Almanach 1982: Eine Geschichte über die Unmöglichkeit, dem Überdruss zu entfliehen und vage Aussteigerträume individualistisch zu verwirklichen. Sehr neu ist dieses Grundthema, namentlich im bundesdeutschen Film, wirklich nicht. Aber wie es hier von Vadim Glowna variiert und auf die Leinwand geschleudert wird, das ist imponierend und stark!

## Auszeichnungen
Der Film wurde im Nebenprogramm der Internationalen Filmfestspiele von Cannes 1981 gezeigt und mit der Caméra d’Or ausgezeichnet. Die Gilde der deutschen Filmkunsttheater zeichneten den Film 1982 mit dem Gilde-Filmpreis in Gold aus.